# 神隱之狼
《神隱之狼》（另譯：神秘大失蹤）是一款由科樂美推出的冒險遊戲，遊戲的發售時間為2009年8月20日。擔任遊戲編劇的是同人遊戲《暮蟬悲鳴時》及《海貓悲鳴時》的原作者龍騎士07。另外，遊戲已改編成電視動畫並已在TBS、BS-TBS電視台播放。

## 概要
遊戲的日語名稱帶有一語雙關的涵義，它既可以指「狼隱」，亦可以指「大神隱」。這款遊戲是繼《暮蟬悲鳴時》及《海貓悲鳴時》之後由龍騎士07接手故事原案的一部推理解謎視覺小說。另外，承擔人物設定工作的是日本漫畫《薔薇少女》的作者PEACH-PIT。這是龍騎士07和PEACH-PIT初次合作的作品。

## 故事簡介
故事的舞台是一處叫做嫦娥鎮（嫦娥町）的所在。
16歲的少年九澄博士，遷居到離市中心較遠的山間的一個新興住宅區嫦娥鎮生活。
被河川分為「舊市街」和「新市街」的這個小鎮，至今也殘留著很多充滿神秘色彩的奇異傳說和風俗。
神秘的殺人事件上演在嫦娥鎮的舊市街，為什麼要殺人？為什麼要被殺？拿著鐮刀的少女又為什麼要背負這種任務？一切的謎團快將揭曉………

## 登場人物
九澄博士（配音員：小林優）
本故事的主角。遷居到嫦娥町的少年。
身上散發的蜜比其他人更加強烈（約十萬人中才有一人、會散發異常強烈的蜜的神墮人），常莫名的吸引眾人的靠近。
九澄麻（真）奈（配音員：藤田咲）
九澄博士的妹妹。以前因交通意外殘廢，必須依靠輪椅走路，雖然身體殘缺卻有照顧自己的能力。性格有點傲嬌任性，對於一誠很有好感。
偶而會覺得自己的哥哥感覺不是很完美。但後來隨著故事發展下來慢慢覺得其實沒有這麼不好。
九澄正明（配音員：藤原啟治）
九澄兄妹的父親。小說家，專寫奇想和怪談之類的作品，對於嫦娥町的傳說也感到興趣。
據朝霧講到，經由他寫的小說暢銷都是很受歡迎的。
櫛名田眠（配音員：伊瀨茉莉也）
博士的同班同學，同時也出任班級委員，對博士的態度非常冷漠。但後因一些事件而對博士態度轉好。
其實是神人口中的獵戶大人。
之後因為放走了博士而被解除獵戶的身份。
摘花五十鈴（配音員：加藤英美里）
和博士同班的短髮女孩。對剛搬來附近的九澄博士，第一次見到就產生好感；很喜歡黏在九澄博士身邊。在哥哥一誠被肅清後，對於族裡的戒律深感不滿，在這之後與九澄博士相約見面，卻因此引發衝動，最後被獵戶所救，以保護的名義帶到醫院中。
摘花一誠（配音員：岡本信彥）
在大學就讀。五十鈴的哥哥，性格溫和有趣，博學多聞又很懂得跟女孩子和小孩相處。
受到九澄博士的影響逐漸無法靠藥物來抑制衝動，後來襲擊不知情的學妹石我木雅美，將之變成神人，因此遭到肅清。
摘花铃鹿
五十鈴的媽媽。
摘花诚司
五十鈴的爸爸。
朝霧要（配音員：淵上舞）
和博士同班的另一位女孩，是五十鈴最要好的朋友。對嫦娥町（鬼怪傳說）的傳說有著很深的興趣。
在動畫中由於知道過多的秘密被抓，最後被櫛名田眠救出。
真那香織（配音員：後藤邑子）
很擅長小提琴的拉奏，一群居民每次也會去聽她的拉奏。招待來往過客，漂亮溫柔，是神人的守護神－大神所選上，負責守護整個嫦娥町的白狼觀音。長相跟三重子很相似。
鷲羽美幸（配音員：小西克幸）
九澄博士的班導師，是個很有活力的體育老師。
櫛名田重三（配音員：大木民夫）
櫛名田眠的父親，神人一族的當家，守護著神人一族的規範。
櫛名田重次（配音員：立木文彥）
擔任嫦娥地方醫療中心的院長職務。是重三的兄弟，也是櫛名田眠的叔叔，試著研究治療神人一族的症狀，將神人一族秘密的研究資料全交給賢木儁一郎，希望能開發出新藥治療神人一族。
賢木儁一郎（配音員：遊佐浩二）
重次提議讓他來研發新藥的人，和香織有一段還未揭曉的過去。對於嫦娥町發生的事瞭如指掌，身份十分神秘。為了對奪走未婚妻三重子性命的神人復仇，而來到嫦娥町。非常討厭神人，稱呼神人為「怪物」。為了復仇利用「神人」之間的理念不同，來使其內鬨。
新珠三重子（配音員：後藤邑子）
賢木儁一郎的未婚妻，也是他大學時代的同學。四年前為了完成畢業論文而來到嫦娥町，卻被神人襲擊而變成神人，最後被獵戶執行落神儀式。
石我木雅美（配音員：山口理惠）
摘花一誠的大學學妹。喜歡摘花一誠並向他告白，但沒有得到答覆，且還被摘花 一誠襲擊而變成神人，而被櫛名田家的人囚禁起來。
後被賢木儁一郎利用偷放出來，為的是讓神人的事情被大家所知。在襲擊神墮人之後，被獵戶執行落神儀式。
葛西銳二（配音員：川原慶久）
擔任嫦娥地方醫療中心的醫生職務。認為不應該有落神儀式，會導致襲擊的發生錯在神墮人身上，因此提議將擁有強烈「蜜」的神墮人清除，下毒毒死櫛名田重次，並設計陷害櫛名田眠但並未成功。
町田右潮
自警團成員。
獵戶大人（配音員：伊瀨茉莉也）
其實僅為稱號，為櫛名田的人流傳和擔任。
使大鐮刀執行落神儀式。
嫦娥之重
咖啡店愛德蘭澤的神秘服務生，能擊退各種有邪念的顧客。
薩布與他的大哥
嫦娥町的地痞流氓，大哥到哪，他就會在哪邊出現。
據本人講，他們是很有名的地痞流氓，但實際卻不太清楚。
严岛加奈子
出現在第五集。

## 用語解說
嫦娥町電台
在嫦娥町相當有名的電視台。
根據要和摘花的說法，早晨的收看率高達70%。屬於嫦娥町第一名的電台。
曾要採訪咖啡店愛德蘭澤，但因嫦娥之重有發生一些事情而無法來此。
兔耳青蛙
眠親自做的飾品，第一次出場時是掛在書包上，而後送給真奈。造就和真奈一種奇怪的朋友的緣分。
後來時常穿著兔耳青蛙裝去九澄家找真奈談論兔耳青蛙相關話題。
根據博士講法，只要眠談起該事情的相關話題就會有不幸的結果。
嫦娥町的數數歌
流傳在嫦娥町的民間歌謠，敘述著從前有關嫦娥狼的傳說。
嫦娥狼
不同於日本狼，傳說是嫦娥鎮特有的狼種，然而沒有任何的科學證據可以證明嫦娥狼的存在，因此不被外界承認。
根據故事發展的跡象推斷，嫦娥狼應當就是神人。
神人
很久以前就居住在嫦娥深山，即嫦娥鎮的原居民，現集中住在舊市鎮。
擁有與人類一樣的身軀，但跟人類不同種族，較為不穩定，有暴走的可能。
因而自感背負著被神詛咒的宿命，自稱為神人。
體能與感官（如嗅覺）比一般人強。
從某層面而言，神人可理解為人狼。
神人會本能的追求神墮人，并且有时會忍不住襲擊神墮人，由嘴吸取神墮人的蜜（看起来像接吻）。被吸取後的神墮人將會轉化成神人。
神墮人
神人稱普通人類為神墮人，每個神墮人都會散發著只有神人能聞到的蜜。
蜜
由神墮人所散發出來的氣味，對於神人來說是種香甜，無法抗拒的氣味。
另外也特指擁有強烈氣味的神墮人，如九澄博士就被稱為「蜜」。
落神儀式
神人一族的古代規定，當神人因為受到蜜的吸引而失去理性，或是被吸走蜜的神墮人，神人一族將會派狩人大人出去肅清(斬殺)，被肅清的神人家庭不得異議。
制訂這能遏止神人吸取蜜的慾望，這規定是為了不讓神墮人滅絕，希望神人能與神墮人和平相處。儀式後會用白布送上狼頭木雕與八朔果以表哀傷之意。
白狼觀音
被神人的守護神－大神所選上，負責守護整個嫦娥町的神人。
同時亦負責教育新神人, 協助其適應神人生活。
八朔橘
嫦娥町的特產，有著橘子的香味，酸溜溜的口感，具有抑制神人想吸取蜜的慾望，並且被開發提煉成神人專用的藥用膠囊，然而唯有嫦娥町所產的八朔橘才有效用。
八朔祭
嫦娥鎮特有的節慶，在一串迎神儀式後，巫女會將許多居民在紙上寫上祈禱並且包住的八朔橘，從廟的樓梯上傾倒下來，由底下的居民撿取。
能拾取到自己的八朔橘，就實現願望；如果別人撿到，則希望別人能替自己實現願望。
傳說八朔祭是居民為了慶祝八朔橘的豐收與狼神不再肆虐的祭典。

## 電視動畫
電視動畫從2010年1月7日起在TBS等電視台播放。

### 製作人員
- 原作：科樂美數位娛樂
- 原作原案：竜騎士07
- 企画：村上仁之、岩崎篤史、三浦亨、太布尚弘、新宿五郎、金子一志
- 監督：高本宣弘
- 助監督：喜多幡徹
- 系列構成：待田堂子
- 角色原案：PEACH-PIT
- 角色設計：渡辺敦子
- 總作画監督：渡辺敦子
- 原畫：古川英樹
- 道具設計：江間一隆
- 美術監督：東潤一、朝見知弥
- 色彩設計：
- 攝影監督：加藤友宜
- 視覺效果：津田涼介
- CG製作：松浦裕曉
- 編集：右山章太
- 音響監督：
- 音楽：尾澤拓実
- 音楽製作人：野崎圭一、森康哲
- 音楽制作：
- 製作人：田中豪、加藤正純、黄樹弐悠、平田哲、小松茂明、相田武一郎
- 動畫製作人：岡村繁久、先川幸矢
- 動畫制作：AIC
- 製作協力：Media_Factory、AIC、Movic 、DAX Production、FlyingDog、PONY CANYON
- 製作：嫦娥町役場、TBS

### 主题曲
- 片頭曲

作詞：梶浦由記，作曲：梶浦由記，編曲：梶浦由記，主唱：FictionJunction
- 片尾曲「月導-Tsukishirube-」

作詞：尾澤拓實，作曲：尾澤拓實，編曲：尾澤拓實，主唱：南里侑香

### 各話列表
| 話數   | 中文标题   | 日文标题 | 脚本                     | 分鏡       | 演出       | 作画監督                     |
| ------ | ---------- | -------- | ------------------------ | ---------- | ---------- | ---------------------------- |
| 第1話  | 嫦娥鎮     |          | 待田堂子                 | 高本宣弘   | 高本宣弘   | 古川英樹                     |
| 第2話  | 兄妹       |          | 白根秀樹                 | 古川順康   | 渡部周     | 山崎克之                     |
| 第3話  | 衝動       |          | 待田堂子                 | 小寺勝之   | 三笠修     | 佐藤陵 阿部達也              |
| 第4話  | 预感       |          | 白根秀樹                 | 玉川真人   | 赤城博昭   | 南伸一郎                     |
| 第5話  | 暴走       |          | 待田堂子                 | 鈴木薫     | 鈴木薫     | 古川英樹                     |
| 第6話  | 戀         |          | 白根秀樹                 | 東海林真一 | 東海林真一 | 中谷友紀子 渡邊奈月          |
| 第7話  | 喪失       |          | 待田堂子                 | 高林久弥   | 高林久弥   | 新田靖成 藤岡真紀            |
| 第8話  | 錯綜       |          | 岡篤志                   | 吉川浩司   | 吉川浩司   | 山崎克之 末廣直貴            |
| 第9話  | 密室       |          | 白根秀樹                 | 仁昌寺義人 | 仁昌寺義人 | 小暮昌弘 中原清隆            |
| 第10話 | 八朔祭     |          | 待田堂子                 | 鈴木薰     | 鈴木薰     | 永田正美 飯飼一幸 龜谷響子   |
| 第11話 | 終焉       |          | 待田堂子                 | 高本宣弘   | 高本宣弘   | 古川英樹                     |
| 第12話 | 嫦娥鎮奇譚 |          | 待田堂子 白根秀樹 岡篤志 | 喜多幡徹   | 喜多幡徹   | 古川英樹 小美戸幸代 吉田咲子 |

## 網絡廣播
網絡廣播於Animate TV上發佈。共4回。
概要
- 標題：電視動畫《神隱之狼》WebRadio「JTTB 嫦娥鎮觀光協會放送」
- 發佈日期：2009年12月18日 － 2010年1月8日（每週星期五）

人物
- 小林優（飾九澄博士）
- 後藤邑子（飾真那香織）

客串
- #2 伊瀨茉莉也（飾櫛名田眠）
- #3 加藤英美里（飾摘花五十鈴）

專欄
- 町民專欄
- 姊姊教你（お姉さんが、教えて、あ・げ・る）
- 八朔遊戲

## 漫畫

### 本篇・外傳作品
- 《神隱之狼～滅紫之章～》（おおかみかくし〜滅紫の章〜、作畫：薮口黑子）

2010年4月2日至12月29日發售三卷。
- 《神隱之狼～深緋之章～》（おおかみかくし〜深緋の章〜、作畫：夜野みるら）

2010年8月27日至2011年4月4日發售兩卷。

### 四格漫畫選集
- 《神隱之狼 嫦娥鎮異聞集》（おおかみかくし 嫦娥町異聞集）

2010年2月1日發售。

## 註腳
1. ↑  . 科樂美.   [2009-05-31]. （原始内容存档于2017-12-15） （日语）.
2. ↑  . 科樂美. 2009-08-24  [2009-08-24]. （原始内容存档于2018-08-23） （日语）.
3. ↑  . Amazon.co.jp.   [2013年9月22日] （日语）.
4. ↑  . Amazon.co.jp.   [2013年9月22日] （日语）.
5. ↑  . ASCII MEDIA WORKS.   [2013年9月22日]. （原始内容存档于2019年9月4日） （日语）.
6. ↑  . ASCII MEDIA WORKS.   [2013年9月22日]. （原始内容存档于2019年8月29日） （日语）.
7. ↑  . Amazon.co.jp.   [2013年9月22日] （日语）.

## 外部連結
- 遊戲官方網站 （页面存档备份，存于）（日語）
- 嫦娥鎮官方網站{ja icon}}
- TBS動畫網站 （页面存档备份，存于）{ja icon}}
- 電視動畫《神隱之狼》WebRadio「JTTB 嫦娥鎮觀光協會放送」 （页面存档备份，存于）{ja icon}}

| 日本 TBS 星期四25:59（星期五1:59）節目 | 日本 TBS 星期四25:59（星期五1:59）節目    | 日本 TBS 星期四25:59（星期五1:59）節目 |
| -------------------------------------- | ----------------------------------------- | -------------------------------------- |
|                                        | 神隱之狼 （2010年1月7日 - 2010年3月25日） |                                        |
| 貓願三角戀                             | 學生會長是女僕                            |                                        |